# Oedemera podagrariae
Œdémère ochracé
Espèce
L'Œdémère ochracé (Oedemera podagrariae) est une petite espèce d'insectes coléoptères de la famille des Oedemeridae, répandue en Europe.

## Description
L'œdémère ochracé est un insecte allongé au corps mou et à l'éclat métallique.
Ce petit coléoptère de 7 à 12 mm a des élytres de couleur ocre ou brun clair métallique, pointus et divergeant à leur extrémité. La tête est noire. Le pronotum est noir verdâtre chez le mâle et jaune chez la femelle. Les pattes sont partiellement jaunes. Les œdémères ochracés mâles possèdent des fémurs postérieurs particulièrement renflés. Les femelles ont les fémurs plus fins. 

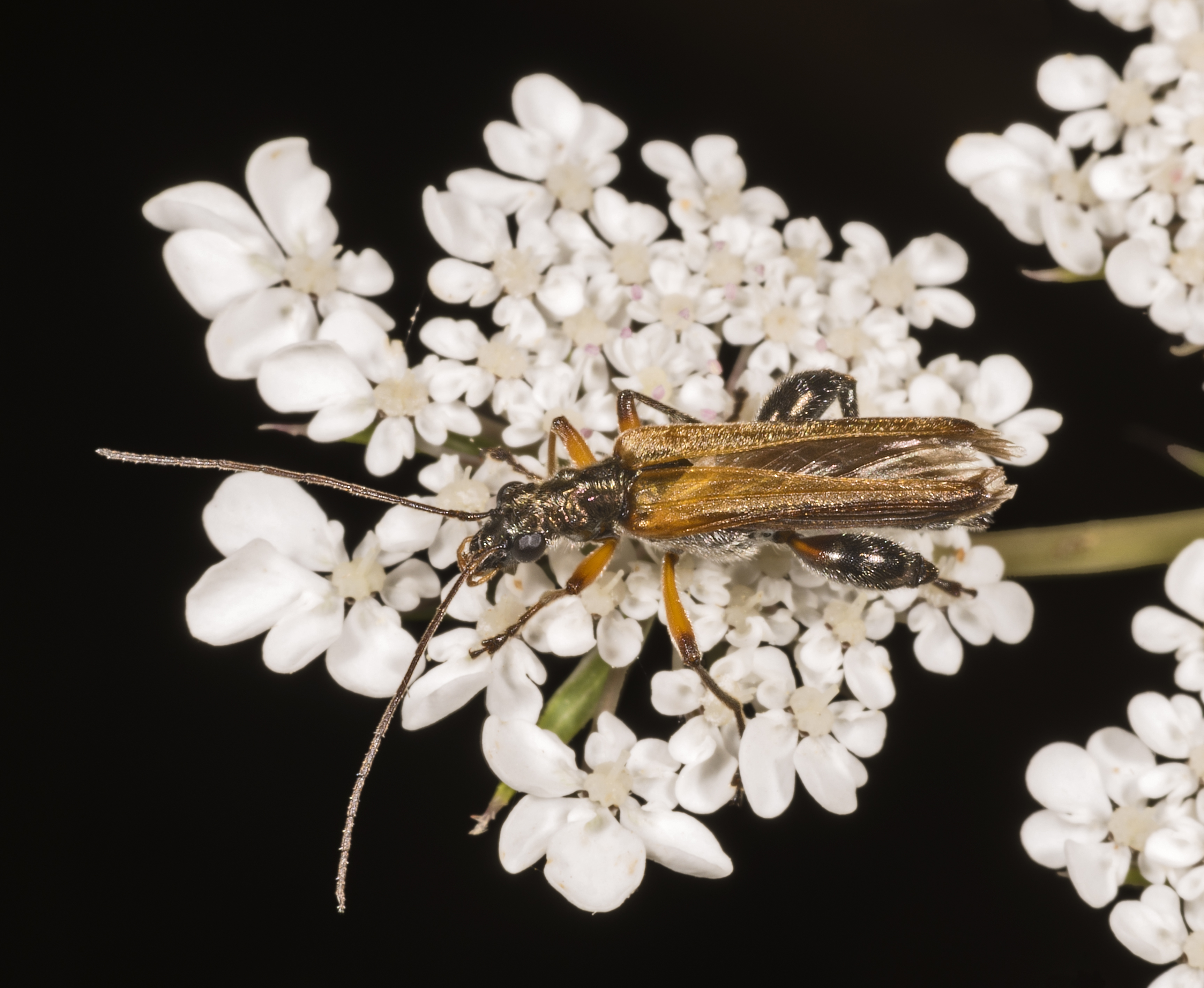
Mâle : fémurs renflés, pronotum noir
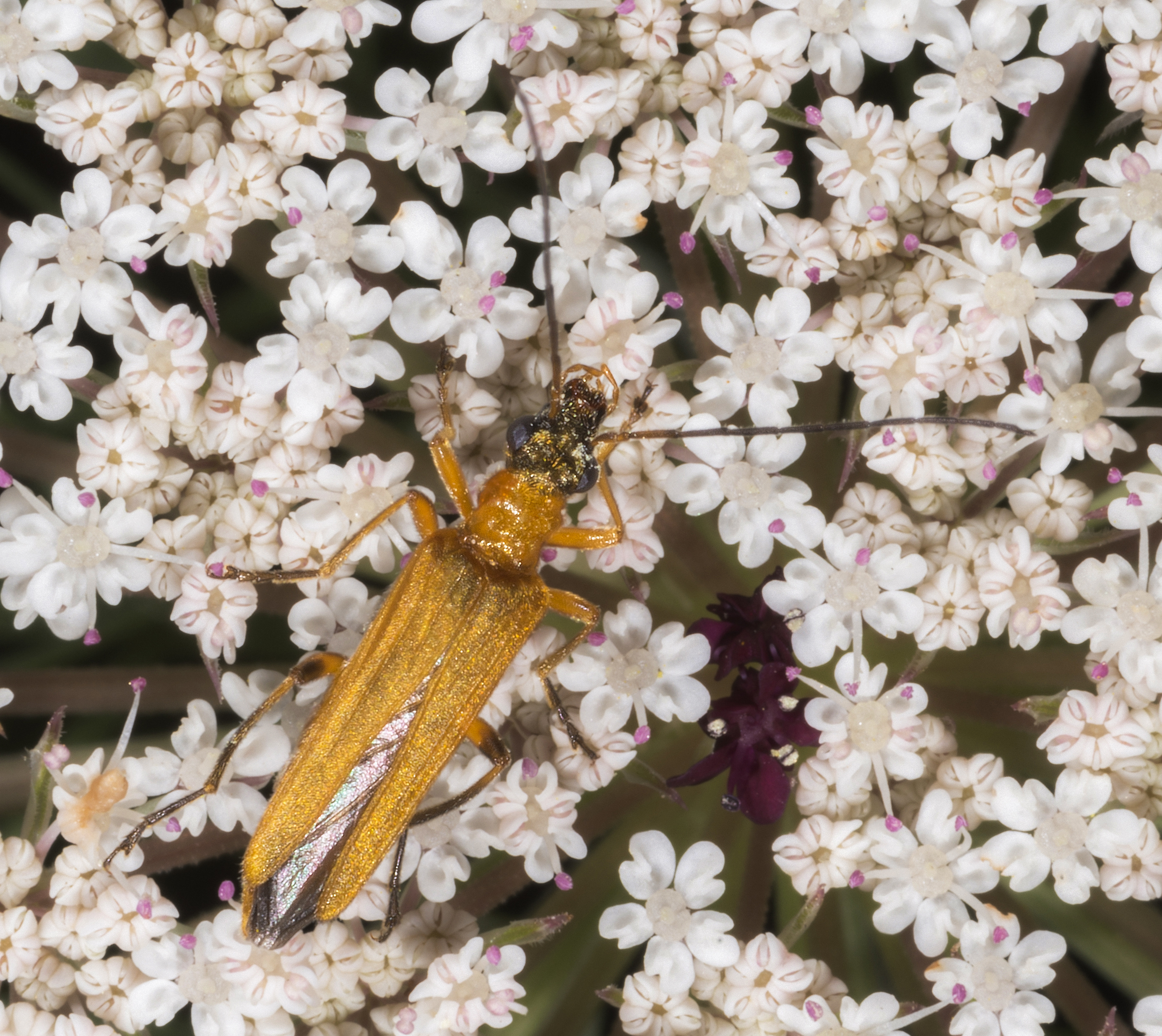
Femelle : fémurs fins et pronotum clair
Accouplement sur Viburnum tinus

## Biologie et écologie
Il est courant dans les prairies fleuries où les adultes sont visibles d'avril à août.
Les adultes se nourrissent de fleurs et de pollen mais les larves sont xylophages.

## Distribution
On le trouve en Europe occidentale et méridionale, de la péninsule Ibérique à la Grèce. Très commun dans les pays méditerranéens, il s'est répandu en Europe centrale jusqu'au sud de l'Angleterre et au centre de l'Allemagne. Au Danemark, il reste rare et sporadique. Il a été aussi enregistré au Maghreb. Il est absent des régions alpines et de l'Europe orientale.

## Systématique
L'espèce Oedemera podagrariae a été décrite par l'entomologiste suédois Carl von Linné en 1763, sous le nom initial de Necydalis podagrariae.

### Synonymie
- Necydalis podagrariae Linnaeus, 1767 Protonyme
- Oedemera sebastiani

### Nom vernaculaire
- Œdémère ochracé

### Taxinomie
Cette espèce fait partie du sous-genre Oedemera (Oedemera).
Liste des sous-espèces
- Oedemera (Oedemera) podagrariae podagrariae (Linnaeus, 1767)
- Oedemera (Oedemera) podagrariae var. femoralis Seidl.
- Oedemera (Oedemera) podagrariae var. flavicrus Saidl.
- Oedemera (Oedemera) podagrariae var. obscura Ganglbauer
- Oedemera (Oedemera) podagrariae var. schmidti Gemminger
- Oedemera (Oedemera) podagrariae var. sericans Mulsant